# RATAN-600

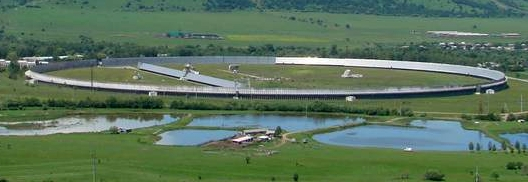

RATAN-600(러시아어: РАТАН-600 – радиоастрономический телескоп Академии наук – 600)은 러시아 카라차예보체르케스카야 공화국의 전파망원경이다.
직사각형의 전파반사경의 지름은 576미터이며 고도는 970미터에 이른다. 각각 2×7.4 m로 이루어진 895개의 반사경들은 들어오는 전파를 반사하기 위해 각도를 조정할 수 있다.

## 사진

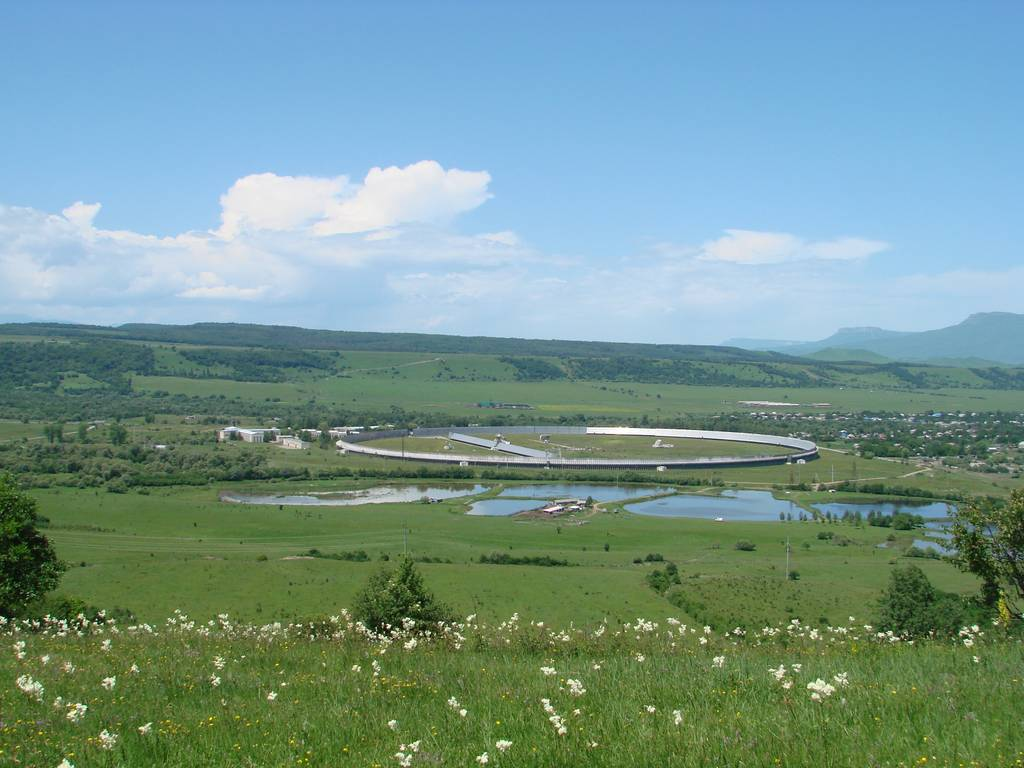
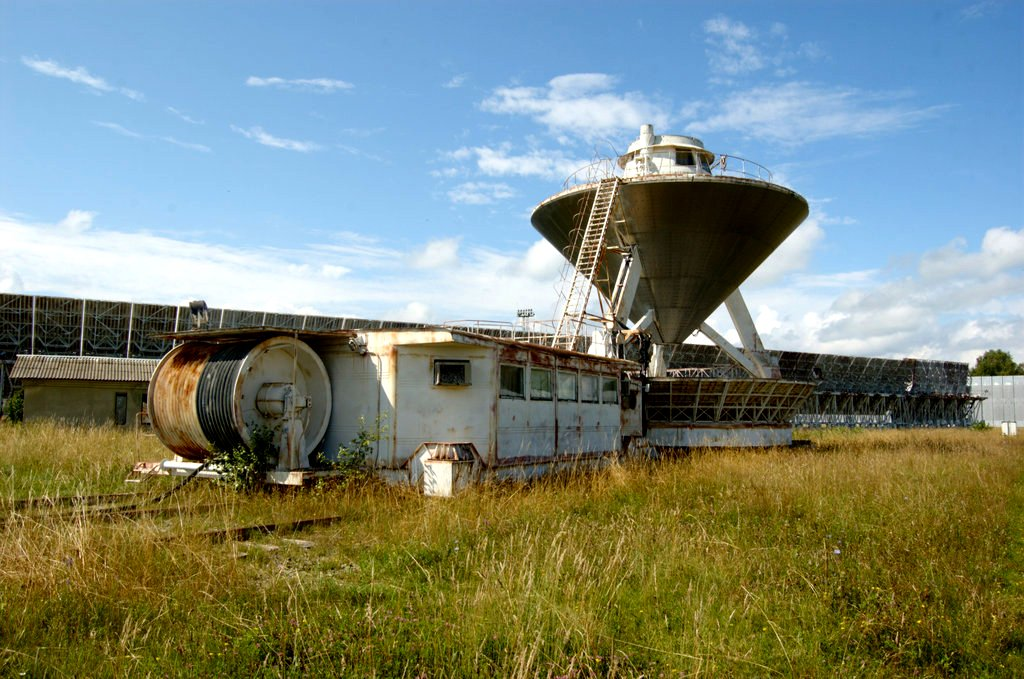
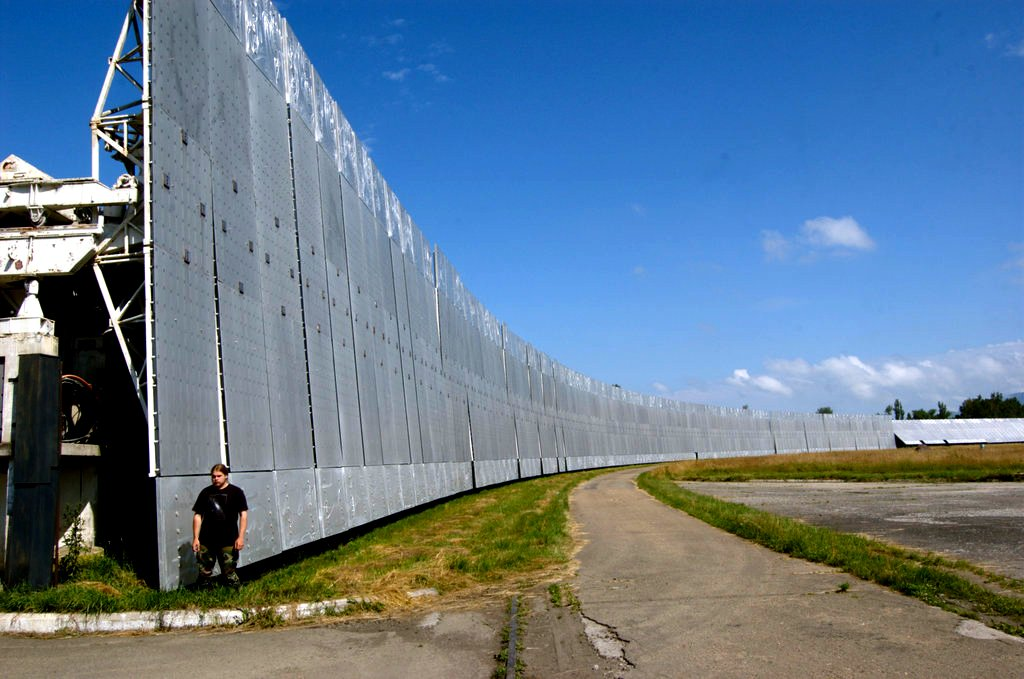

## 운용 모드
이 망원경은 3가지 방식으로 운용된다:
- 2거울 시스템
- 3거울 시스템
- 전체 링(entire ring)

## 같이 보기
- 전파천문학
- 직경 500미터 구면 전파망원경